# Paulos Mar Gregorios
Paulos Mar Gregorios (Grzegorz, imię świeckie Paul Varghese, ur. 9 sierpnia 1922 w Tripunithura, zm. 24 listopada 1996) – duchowny Malankarskiego Kościoła Ortodoksyjnego, w latach 1975-1996 biskup Delhi.

## Życiorys
Urodził się w pobożnej rodzinie. W 1958 roku został wyświęcony na diakona. Święcenia kapłańskie przyjął w 1961. Sakrę biskupią otrzymał 16 lutego 1975 roku z rąk katolikosa Bazylego Eugeniusza I i został mianowany pierwszym ordynariuszem diecezji Delhi. W czasie swoich rządów angażował się w działalność na rzecz ubogich. Zmarł 24 listopada 1996.